# (501) Urhixidur
(501) Urhixidur es un asteroide perteneciente al cinturón de asteroides descubierto el 18 de enero de 1903 por Maximilian Franz Wolf desde el observatorio de Heidelberg-Königstuhl, Alemania.
Está nombrado por Urhixidur, un personaje de Auch Einer del escritor alemán Friedrich Theodor Vischer (1807-1887).